# Rahaf Mohammed
Pour les articles homonymes, voir Mohamed.
Rahaf Mohammed (anciennement Rahaf Mohammed Mutlaq al-Qunun ; en arabe : رهف محمد مطلق القنون), née le 11 mars 2000, est une Saoudienne qui a fui sa famille et son pays en janvier 2019. Le 6 janvier 2019, elle se barricade dans l'aéroport de Bangkok pour échapper à son extradition vers l'Arabie saoudite, avant d'être finalement accueillie par le Canada.

## Biographie
Son père est gouverneur dans la ville de al-Sulaimi dans la province de Haïl. 
Elle rapporte qu'elle a été empêchée de recevoir une éducation par sa famille qui projetait un mariage arrangé pour elle, et l'avait menacée de mort pour avoir abandonné l'islam, ce qui est un crime capital selon le droit saoudien,. Elle envisage alors de demander l'asile en Australie pour fuir sa famille qui la maltraite et menace de la tuer. 

### Fuite
En janvier 2019, à l'âge de 18 ans, elle prend un taxi vers l’aéroport de Koweït, pour prendre le vol de 9 heures pour Bangkok sur Kuwait Airways et poursuivre ensuite vers l’Australie, dont elle avait obtenu le visa en ligne et auquel elle prévoyait de demander l’asile. Elle dispose de 2 700 dollars sur le compte d’un ami, et est suivie par un réseau clandestin de Saoudiennes connectées par une messagerie. Elle embarque sans problème, mais traquée par l’ambassade saoudienne, elle est rattrapée à Bangkok et enfermée dans un hôtel situé à l’intérieur de l’aéroport. Mais elle arrive à ne pas subir le même sort que Dina Ali Lasloom : en avril 2017, cette jeune Saoudienne qui fuyait sa famille avait été  interceptée en transit aux Philippines et renvoyée de force au Moyen-Orient, où elle a disparu.

### Retentissement international
Rahaf posta sur Twitter un premier message écrit en arabe

« J’ai fugué, je suis en Thaïlande. Si on me renvoie en Arabie saoudite, je serai en danger de mort. »

que ses amies traduisent en anglais et relayent à des journalistes, ambassades, organisations des droits humains. Rahaf dévoile son identité dans un message ultérieur, qui enflamme Twitter

« Je suis Rahaf Mohammed. J’ai 18 ans. Je suis coincée. Ils ont mon passeport et demain, ils vont me mettre dans un avion pour le Koweït. Je vous en supplie, aidez-moi. Ils vont me tuer. »

Elle devient alors la demandeuse d’asile la plus célèbre du monde.
Ce scandale intervient alors que Riyad est sous le feu de vives critiques après l'assassinat de Jamal Khashoggi dans le consulat d'Istanbul. Les autorités thaïlandaises sont contraintes de renoncer à leur projet de renvoyer Rahaf Mohammed de force au Koweït (d'où on l’aurait rapatriée en Arabie saoudite). Elle est placée sous la protection du Haut-commissariat des Nations unies pour les réfugiés. 

### Dénouement
Le 11 janvier 2019, le Canada annonce lui avoir accordé l'asile,, et elle débarque à Toronto le lendemain. Elle y est accueillie par la ministre des Affaires étrangères Chrystia Freeland. Elle fait savoir qu'elle souhaitait ne plus porter son nom de « al-Qunun », celui de sa famille qui l'avait reniée et s'appeler simplement Rahaf Mohammed. En 2020, elle se définit comme « ex-muslim » (« ex-musulmane »).

### Au Canada
Au Canada, elle est devenue mère célibataire, et a affirmé son soutien et son appartenance à la communauté LGBT. Elle défend les libertés des femmes, soutient Black Lives Matter, milite pour l’avortement et affirme la liberté de son corps.
Elle a commencé une relation avec Congolose Lovolo Randi et a eu une fille nommée Rita. Plus tard, il a déclaré que ce n'était pas son bébé.